# 土星環

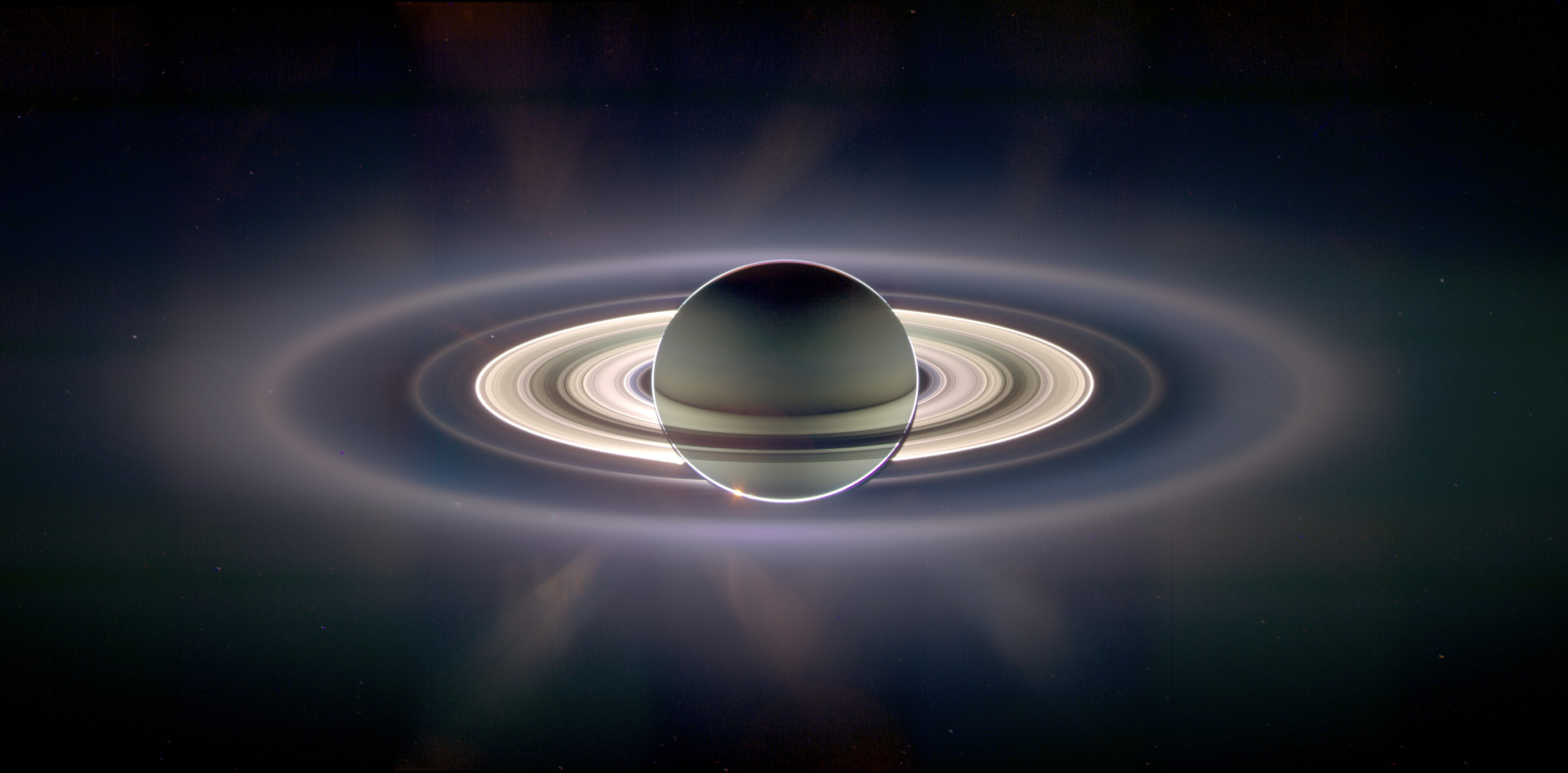
卡西尼-惠更斯號於2006年9月15日拍得的土星環全貌（亮度在這張圖中被強化）

土星環是太陽系行星的行星環中最突出與明顯的一個，環中有不計其數的小顆粒，其大小從微米到米都有，軌道成叢集的繞著土星運轉。環中的顆粒主要成分都是冰，還有一些其它的化學物質。
雖然環的反射能夠增加土星的視星等（亮度），但從地球僅憑肉眼還是看不見環。1610年，當望遠鏡第一次指向天空之際，伽利略雖然未能清楚的看出環的本質，但他還是成為觀察土星環的第一個人。1655年，惠更斯成為第一個描述環是環繞土星的盤狀物的人。
雖然許多人都認為土星環是由許多微細的小環累積而成的（這個觀念可以回溯至拉普拉斯），並有少數真實的空隙。更正確的想法是這些環是有著同心但是在密度和亮度上有著極值的圓環盤。在叢集的尺度上，圓環之間有許多空洞的空間。
在環的中間有一些空隙：有兩條已經知道是與被埋藏在環中的衛星產生軌道共振引起的波動造成的，其它的空隙還不知道成因。穩定的共振，另一方面，也維繫了一些環長期的存在，像是泰坦環。

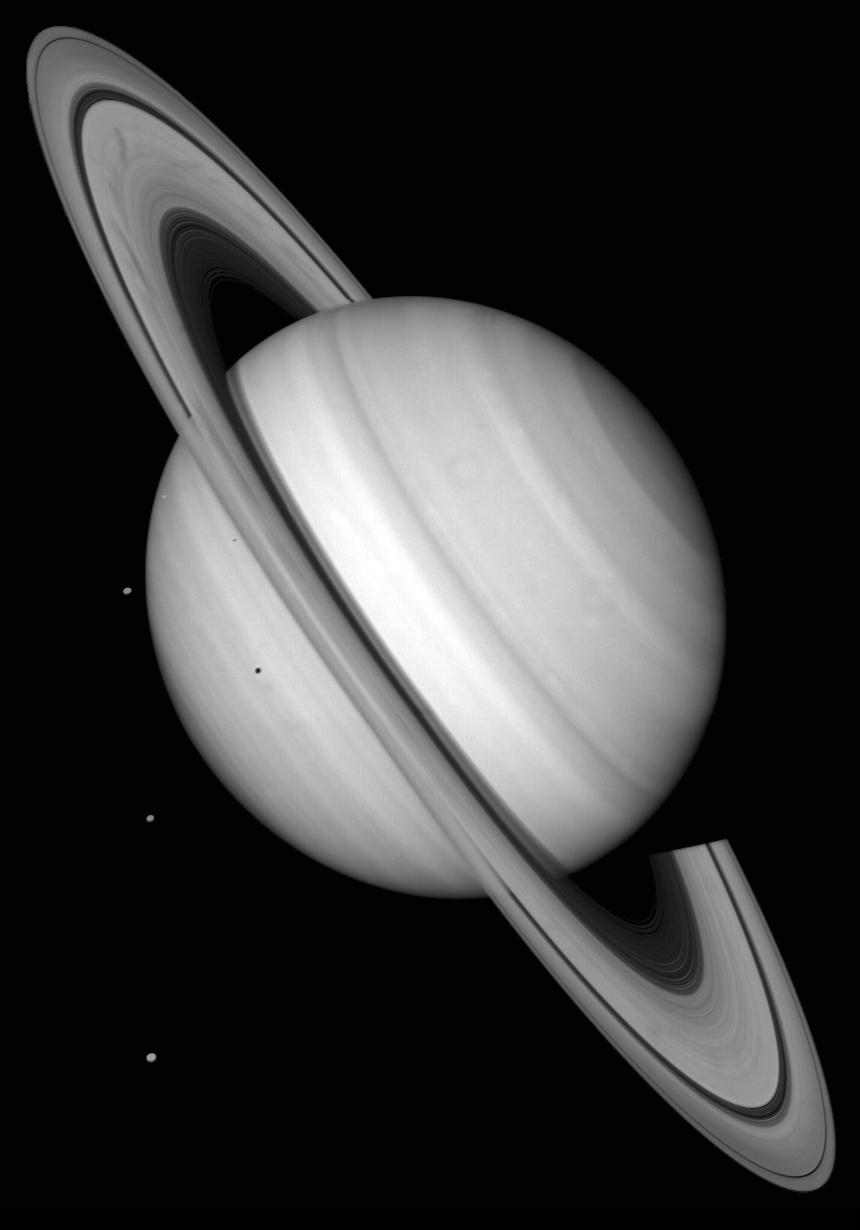
航海家2號看到的土星在其環上投下陰影。 四顆衛星，它們的兩個影子和輪輻是可見的。

## 歷史

### 早期觀察

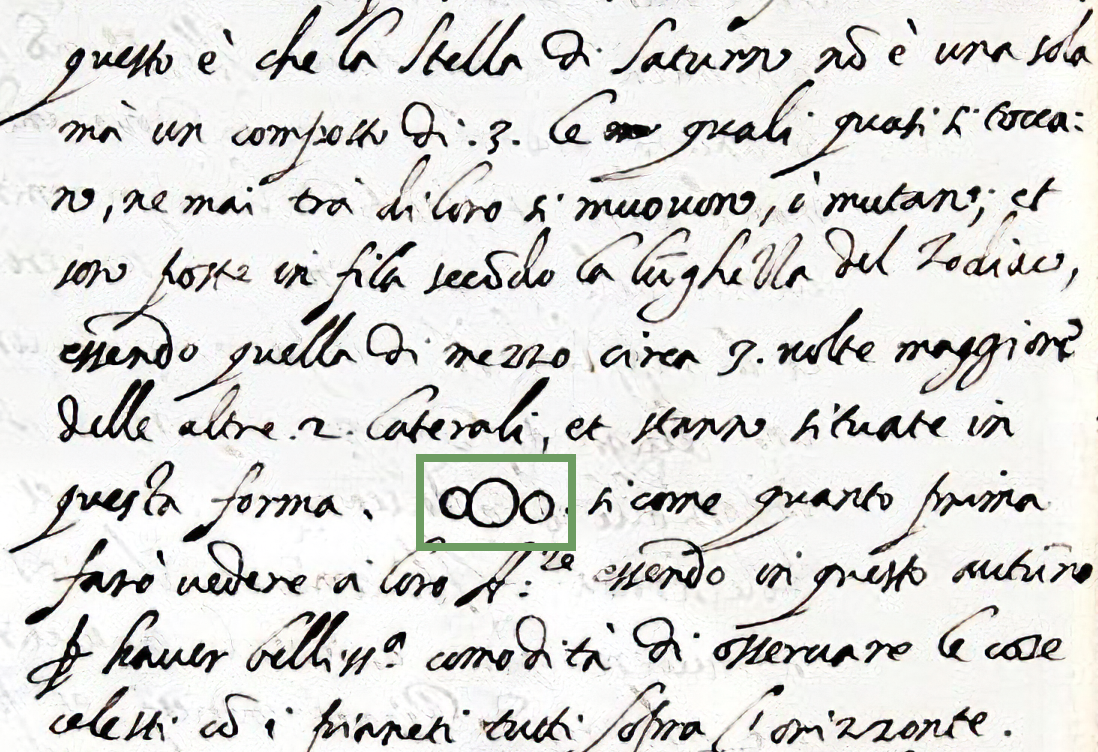
伽利略在給貝利薩里奧文塔的信中描繪的土星細節（1610 ）。

伽利略是第一位在1610年使用望遠鏡看見土星環的人，但是他未能辨認出是環。他在寫給科西莫二世·德·麥地奇的信上說到：
|  | 土星不是單一的個體，它由三個部份組成，這些部分幾乎都互相接觸著，並且彼此間沒有相對的運動，它們的連線並且是與黃道平行的，並且中央的部份（土星本體）大約是兩側環的邊緣的三倍大。 |

他也把土星說成是有「耳朵」的。1612年，土星環以側面朝向地球，因此看起來似乎是消失不見了，伽利略因此而感到困惑不解，「是土星吞掉了它的孩子？」（參見希臘神話，神祇為了防止他們的子孫造反奪權，會吃掉自己的孩子）然後1613年他又再看見了環，這使伽利略更加困惑。
1655年，克里斯蒂安·惠更斯觀測到完整的土星環，他使用了一个比在伽利略时代能得到强大得多的望远镜。惠更斯觀測土星並寫道：「土星，它被一個薄且平坦的環環繞著，什麼地方都沒有接觸到，並且對黃道傾斜著。」但土星有環的說法直到1665年才被天文學家所接受。
1675年，乔瓦尼·卡西尼確定土星環由許多較小的環組成，中間並且有縫存在著，其中最明顯的環縫在不久之後被命名為卡西尼縫。卡西尼縫存在於A環和B環之間，寬度有4800公里。
1787年，皮埃爾-西蒙·拉普拉斯認為這些環是由為數眾多的固體小環組成的。
1859年，詹姆斯·克拉克·麦克斯韦證明土星環不可能是固體的，若是固體將會因為不穩定而碎裂。他認為環是由為數眾多的小顆粒組成的，每個都獨立的環繞著土星。透過光譜學的研究，立克天文台的詹姆斯·基勒在1895年證實了馬克士威的學說。

### 惠更斯環理論和後來的發展

內從地球上看到的土星模擬土星一年的外觀

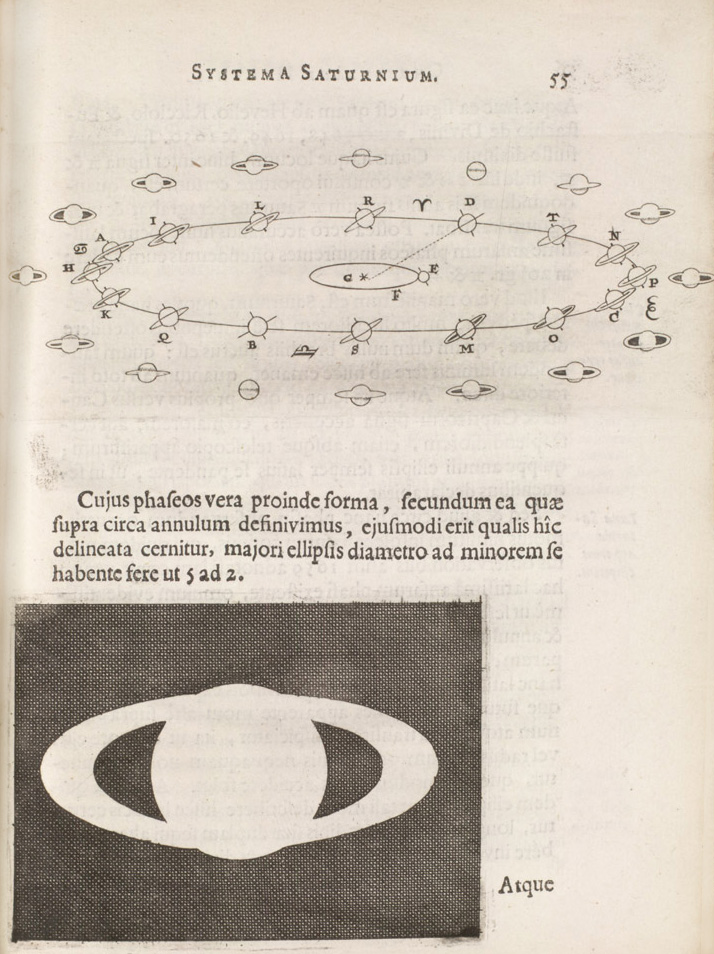
惠更斯在《土星系统》(1659) 中的環理論。

## 土星的軸向傾角

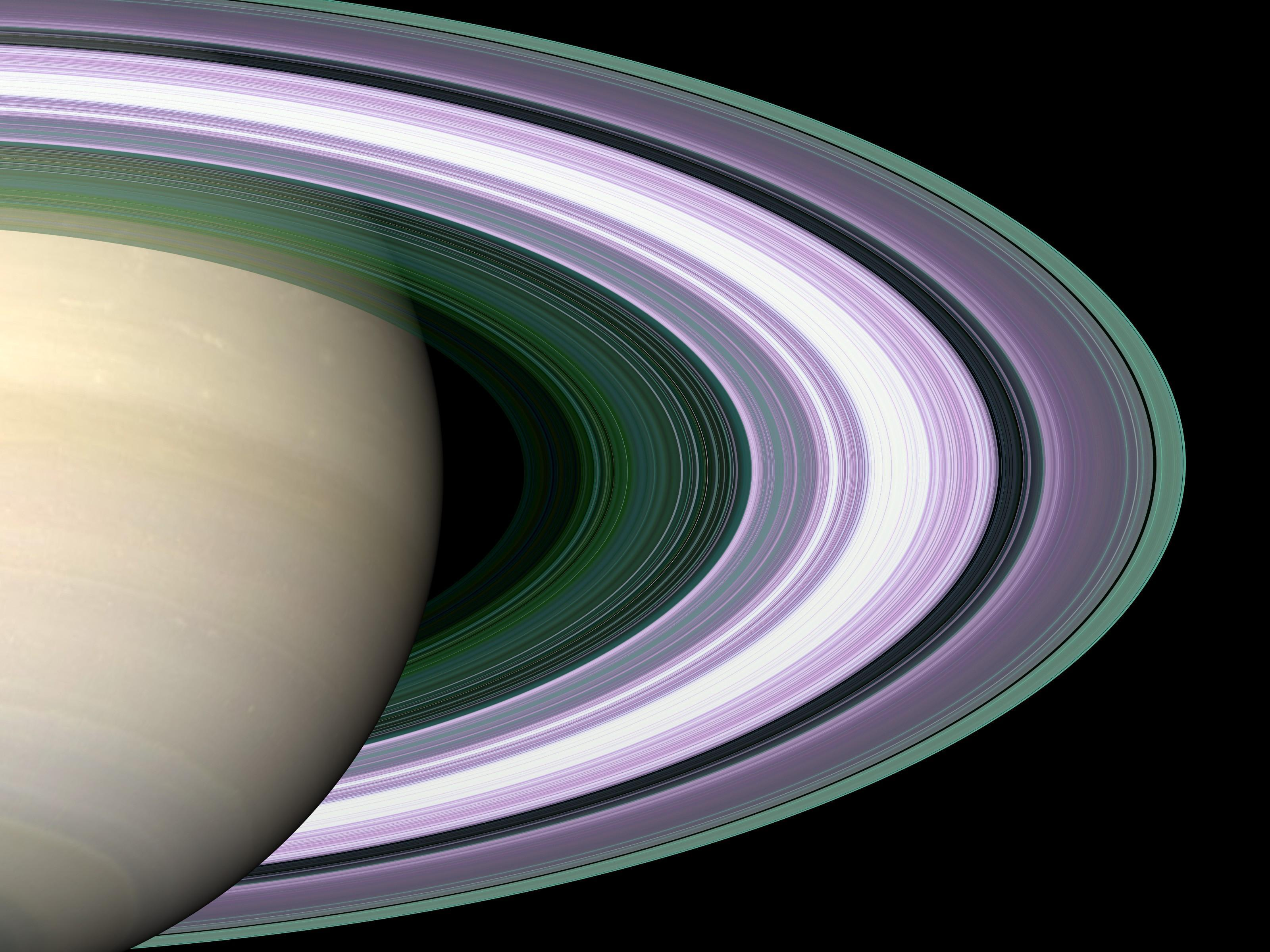
使用顏色的模擬圖像呈現無線電掩星衍生的粒度數據。 卡西尼號通過環發送到地球的 0.94、3.6 和 13 厘米信號的衰減顯示了大量大小與這些波長相似或更大的粒子。 紫色（B，內 A 環）表示很少有顆粒小於 5 cm（所有信號都同樣衰減）。 綠色和藍色（C，外 A 環）分別表示 < 5 cm 和 < 1 cm 的顆粒很常見。 白色區域（B 環）太密集，無法傳輸足夠的信號。 其他證據表明，環 A 到 C 的粒徑範圍很廣，最大可達 m。

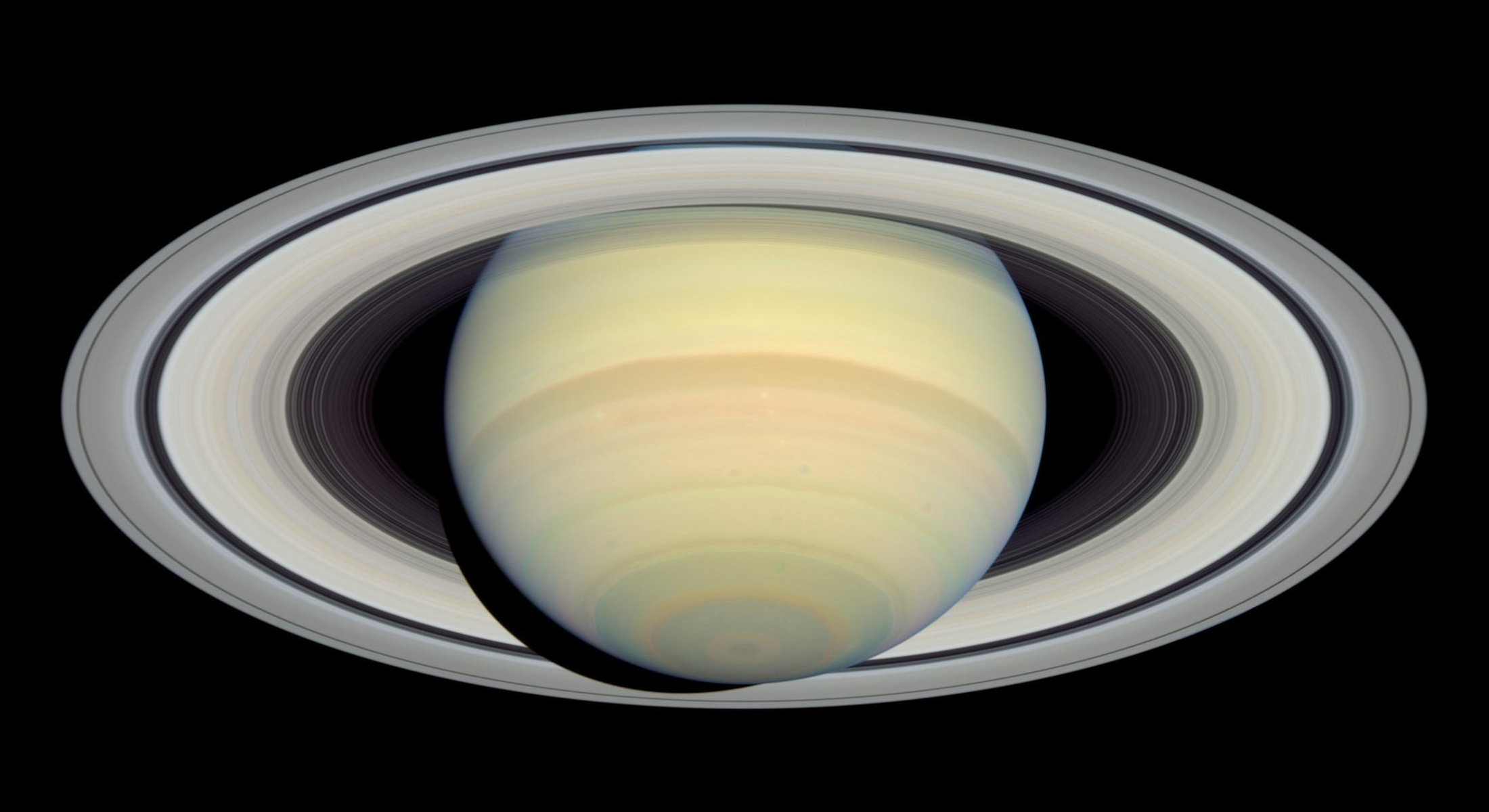
黑暗的卡西尼縫分開了在內側寬廣的B環和外側的A環，這張影像是哈伯太空望遠鏡的先進巡天照相機在2004年3月22日拍攝的，較不明顯的C環就在B環的裡面。

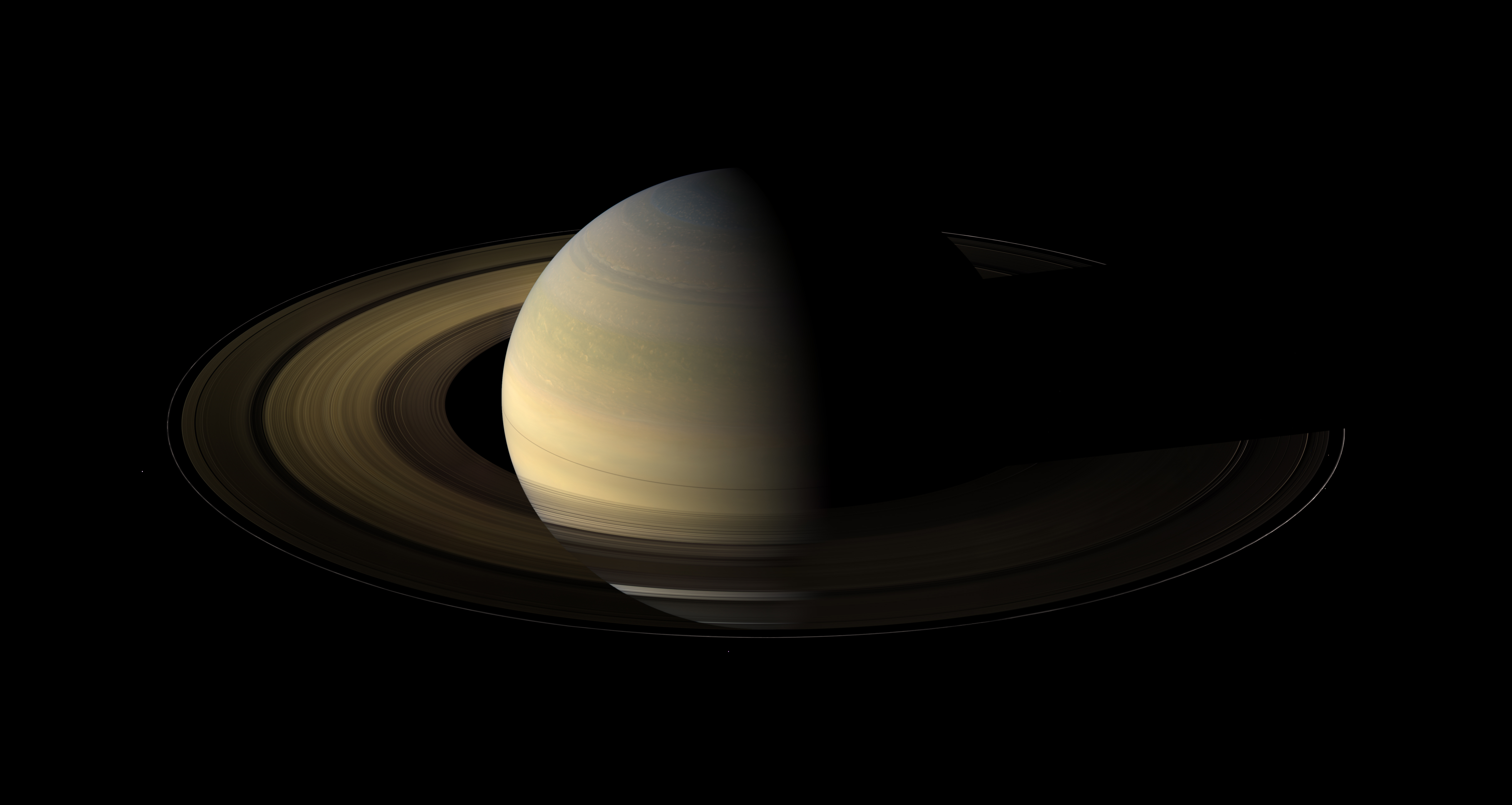
2009 年 8 月 12 日，春分後的一天，土星環的卡西尼馬賽克。 當環指向太陽時，照明是通過土星反射的光進行的，除了較厚或平面外的部分，如 F 環。

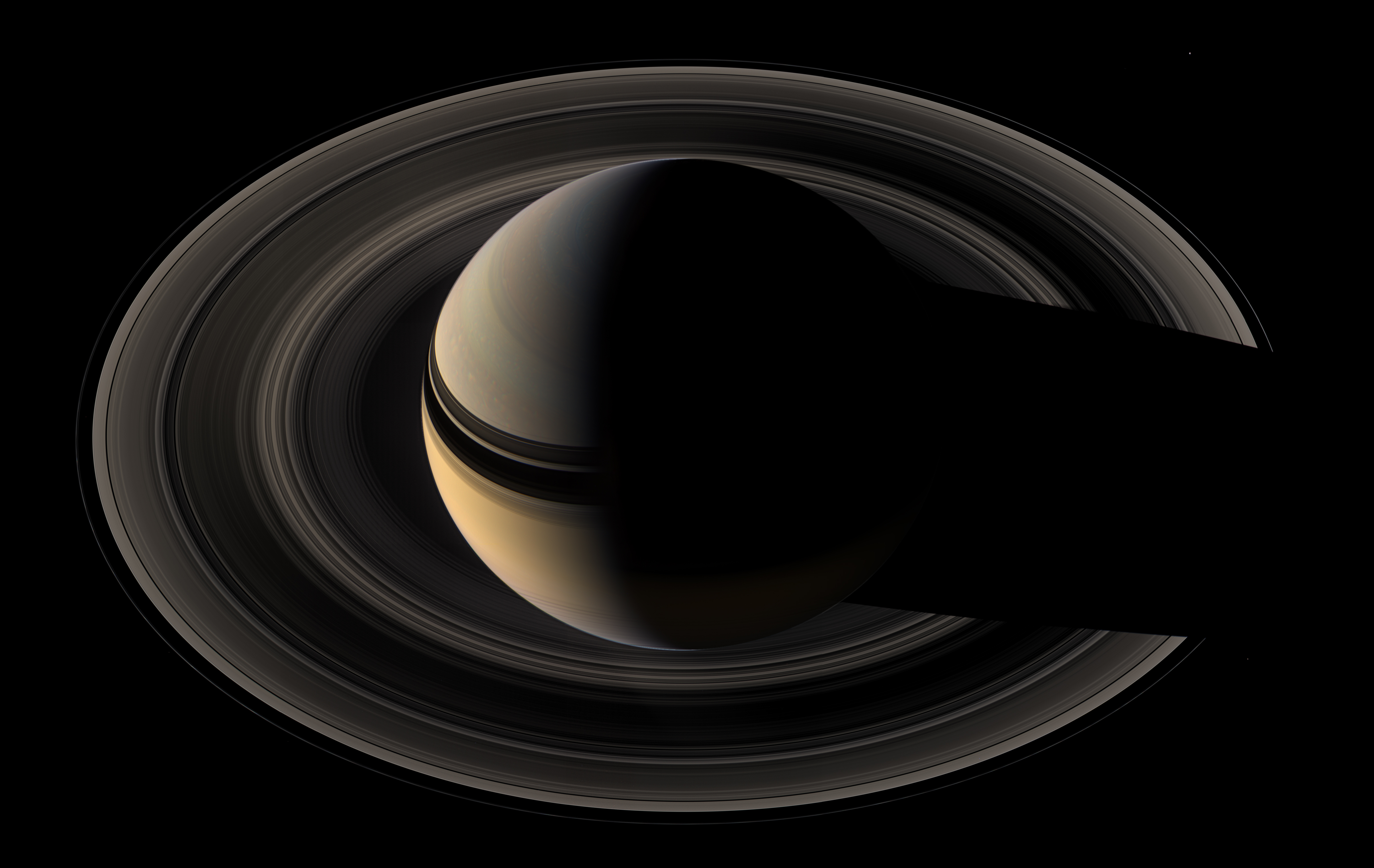
卡西尼太空船從無光的一側看見的土星環（2007年5月9日）。

## 物理特性
使用現代的小望遠鏡或是品質精良的雙筒望遠鏡就可以看見土星環。密集的主要環帶從赤道上方7 000 公里延伸至80 000 公里，但估計它的厚度只有10米，並且99.9%都是冰，也許還參雜著少許的雜質，像是有機化合物托林或矽酸鹽。主要環帶中的顆粒大小範圍從1公分至10米都有。
環中最大的縫隙，像是卡西尼縫和恩克環縫，都能從地球上看見，兩艘航海家太空船都發現環實際上是由數以萬計稀薄的小環和空隙構成的複雜結構體。有許多方法可以造成這些結構，來自土星眾多衛星的引力拉扯也可以。有些縫隙是微小的衛星經過所清除的段落，像是潘，可能還有許多尚未發現的，也有些環被一些牧羊犬衛星的重力維繫著（像是普羅米修斯和潘朵拉維護著的F-環。）。其他的縫隙可能是與質量較大的衛星軌道週期產生共振造成的，米馬斯維繫著卡西尼縫的存在，還有更多的環狀結構因為受到其他衛星週期性的擾動而產生螺旋狀的波浪。
來自卡西尼太空船的資料顯示土星環有自己的大氣層，與行星本身無關而獨立存在。大氣中有氧分子（O2），這是來自太陽的紫外線與環中的冰交互作用而產生的。水分子之間的鏈結受到紫外線的刺激產生化學作用釋放出並拋出了氣體，尤其是O2。根據這些大氣的模型，也有H2，O2和H2的大氣層是很稀薄的，但莫名其妙的被凝聚在環的周圍，它的厚度只是一個原子。環中也有稀疏的OH（氧化氫）氣體，如同O2一樣，這些氣體也是水分子的崩解導致的，經由轟擊將水分子崩解的高能量離子是由恩塞拉都斯拋射出來的。這些大氣層儘管是非常的稀薄，還是被在地球上空的哈伯太空望遠鏡檢測出來。
土星在它的亮度上呈現複雜的樣式，大多的光度變化可以歸咎於環的變化，並且在每個軌道週期有兩個循環的變化。但是，由於行星軌道的離心率，使得疊加在北半球衝的時候比在南半球衝時更為明亮。
1980年，航海家1號飛越土星時顯示F-環是由三條細環像編辮子一樣的糾結在一起，而呈現出複雜的結構；現在知道是在外面的二個環有突起的瘤，造成編織和糾結成團的幻覺，比較不亮的第三個環則在它們的內側。

## 主環的形成與演化

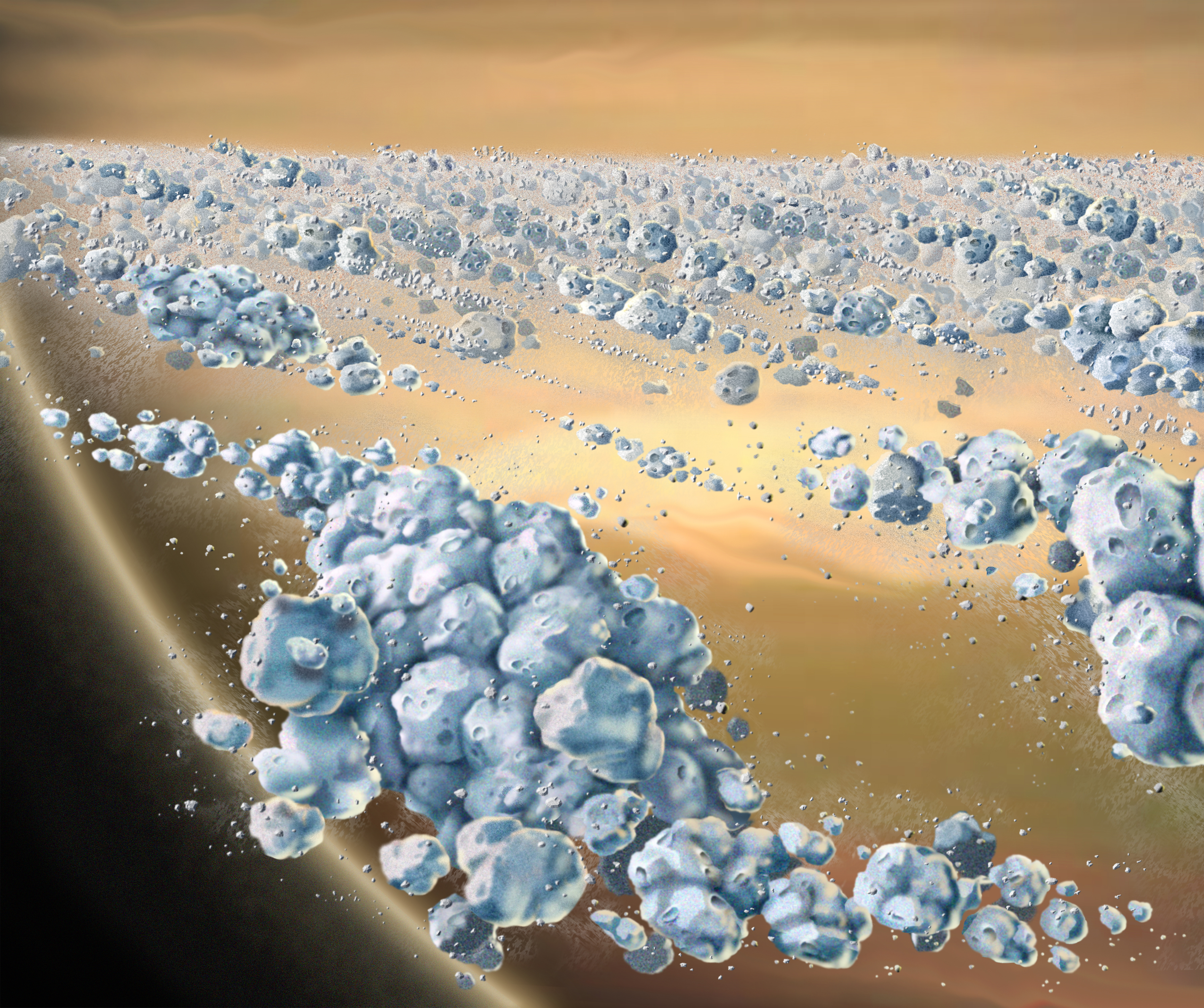
藝術家在2007年描繪的土星環影像，冰冷的微粒聚集成環的固體部份。細長的叢集不斷的形成和分散，最大的顆粒也只有幾米的直徑。

土星環可能非常古老，日期可以追溯至土星本身的形成，有兩種主要的土星環形成理論。第一種理論是在19世紀提出的起源於洛希極限，認為環原本是土星的一顆衛星，因為軌道的衰減而落入洛希極限的範圍內，因不夠緊密而被潮汐力扯碎掉（參見洛希極限）；這種理論又演變出衛星被小行星或彗星撞擊而瓦解的學說，以及從這種理論延伸的變化是衛星被一顆大的彗星或小行星碰撞而瓦解。第二種理論認為環從未曾是衛星的一部分，而是從形成土星的原星雲中直接形成的。
傳統的看法認為，它可能是由一顆比土衛一彌瑪斯大、直徑大約300公里的衛星殘骸組成的。這種碰撞最可能發生在大約40億年前的後期重轟炸期。
其星環的冰屑亮度和純淨程度被引用為認定土星環比土星年輕許多的證據，可能相差了一億年，因為下降的塵土會導致環的亮度降低。但是新的研究顯示B環所擁有的質量足以稀釋下落的物質，因此可以避免因為太陽系的年齡造成實質上的光度變暗。環內的物質也許在碰撞中被瓦解後還能夠回收再利用，這或許可以用來解釋有些環中的物質明顯的仍然處在很年輕的狀態。
由拉里·W·艾斯波西多領導的卡西尼UVIS團隊，利用掩星技術在F環內發現了13個直徑從27米至10公里的天體。它們都是半透明的，因此認為它們是由直徑數米的冰礫暫時聚集起來的。 艾斯波席托相信這是土星環的基本結構體，微粒聚集在一起，然後又因撞擊而炸開來。
在土星磁场影响下，土星环上的物质以光环雨的形式掉落到土星，预计土星环将在一亿年内完全消失。

## 環內的細部和結構
土星環最密集的範圍是被卡西尼縫（在1675年被卡西尼發現）分隔的A環和B環，以及性质上愈卡西尼缝相似，在1850年發現的C環，這些構成了主環。主環是密集和包含比細小的塵埃環更大的顆粒，後者包含了向內一直延伸至土星雲頂的D環，以及在主環系統外面的G和E環。"塵埃"這個字眼是用來描述散佈在環內的小型微粒（通常只有微米的大小）；它們的化學組成像主環一樣，幾乎完全都是碎冰。狹窄的F環，就在A環外側的邊緣，很難分類，它的分布非常密集，但也包含很多塵埃大小的顆粒。

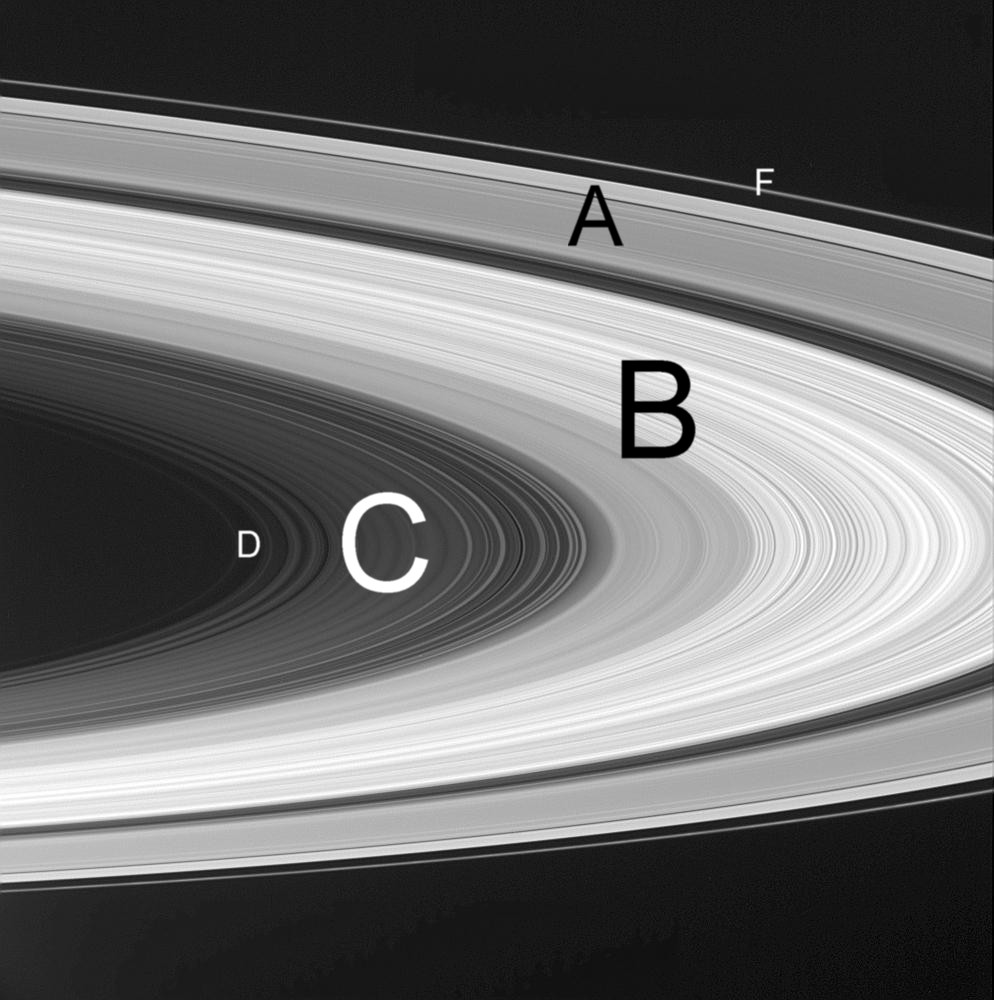
受光側的土星環，主要的細部構造加上的標示。

### 環的主要細節
| 名稱(3)                 | 與土星的距離 （至中心，單位為公里）(4) | 寬度（公里）(4) | 命名依據                         |
| ----------------------- | -------------------------------------- | --------------- | -------------------------------- |
| D環                     | 66,900～74,510                         | 7,500           |                                  |
| C環                     | 74,658～92,000                         | 17,500          |                                  |
| B環                     | 92,000～117,580                        | 25,500          |                                  |
| 卡西尼縫                | 117,580～122,170                       | 4,700           | 喬瓦尼·多梅尼科·卡西尼           |
| A環                     | 122,170～136,775                       | 14,600          |                                  |
| 洛希環縫                | 136,775～139,380                       | 2,600           | 愛德華·洛希                      |
| F環                     | 140,180 (1)                            | 30～500         |                                  |
| 雅努斯／艾皮米修斯環(2) | 149,000～154,000                       | 5,000           | 土衛十雅努斯和土衛十一艾比米修斯 |
| G環                     | 166,000～175,000                       | 9,000           |                                  |
| 墨托涅環弧 (2)          | 194,230                                | ？              | 土衛三十二墨托涅                 |
| 安忒環弧 (2)            | 197,665                                | ？              | 土衛四十九安忒                   |
| 帕勒涅環 (2)            | 211,000～213,500                       | 2,500           | 土衛三十三帕勒涅                 |
| E環                     | 180,000～480,000                       | 300,000         |                                  |
| 佛碧環                  | ～4,000,000～>13,000,000               |                 | 土衛九佛碧                       |

### C環內的結構
| 名稱(3)       | 與土星中心的距離（公里）(4) | 寬度（公里）(4) | 命名依據                      |
| ------------- | --------------------------- | --------------- | ----------------------------- |
| 可倫坡縫      | 77,870 (1)                  | 150             | 朱塞佩·可倫坡                 |
| 泰坦小環      | 77,870 (1)                  | 25              | 土衛六泰坦                    |
| 馬克士威縫    | 87,491 (1)                  | 270             | 詹姆士·克拉克·馬克士威        |
| 馬克士威小環  | 87,491 (1)                  | 64              | 詹姆士·克拉克·馬克士威        |
| 邦德縫        | 88,700 (1)                  | 30              | 威廉·邦德和喬治·菲利普斯·邦德 |
| 1.470半徑小環 | 88,716 (1)                  | 16              | 它的半徑                      |
| 1.475半徑小環 | 90,171 (1)                  | 62              | 它的半徑                      |
| 道斯縫        | 90,210 (1)                  | 20              | 威廉·魯特·道斯                |

### 卡西尼縫的結構
| 名稱(3)    | 與土星中心的距離（公里）(4) | 寬度（公里）(4) | 命名依據               |
| ---------- | --------------------------- | --------------- | ---------------------- |
| 惠更斯縫   | 117,680 (1)                 | 285～400        | 克里斯蒂安·惠更斯      |
| 惠更斯小環 | 117,848 (1)                 | ～17            | 克里斯蒂安·惠更斯      |
| 赫雪爾縫   | 118,234 (1)                 | 102             | 威廉·赫雪爾            |
| 羅素縫     | 118,614 (1)                 | 33              | 亨利·諾利斯·羅素       |
| 傑弗里斯縫 | 118,950 (1)                 | 38              | 哈羅德·傑弗里斯        |
| 古柏縫     | 119,405 (1)                 | 3               | 傑拉德·古柏            |
| 拉普拉斯縫 | 119,967 (1)                 | 238             | 皮耶-西蒙·拉普拉斯     |
| 貝塞爾縫   | 120,241 (1)                 | 10              | 弗里德里希·威廉·貝塞爾 |
| 巴納德縫   | 120,312 (1)                 | 10              | 愛德華·愛默生·巴納德   |

### A環內的結構
| 名稱(3)  | 與土星中心的距離（公里）(4) | 寬度（公里）(4) | 命名依據           |
| -------- | --------------------------- | --------------- | ------------------ |
| 恩克環縫 | 133,589 (1)                 | 325             | 约翰·弗朗茨·恩克   |
| 凱勒環縫 | 136,505 (1)                 | 35              | 詹姆士·愛德華·凱勒 |

注：

(1) 距離是量至環縫的中心，環和小環的區別在環的寬度是否小於1,000公里

(2) 非官方的名稱

(3) 除非另有說明，名稱是由國際天文學聯合會指定的。在圓環之間更加寬廣的分離會被命名為裂縫，在環之間狹窄的空隙稱為縫'

(4)資料主要來自 Gazetteer of Planetary Nomenclature（页面存档备份，存于） 和 NASA factsheet（页面存档备份，存于）.

## D環

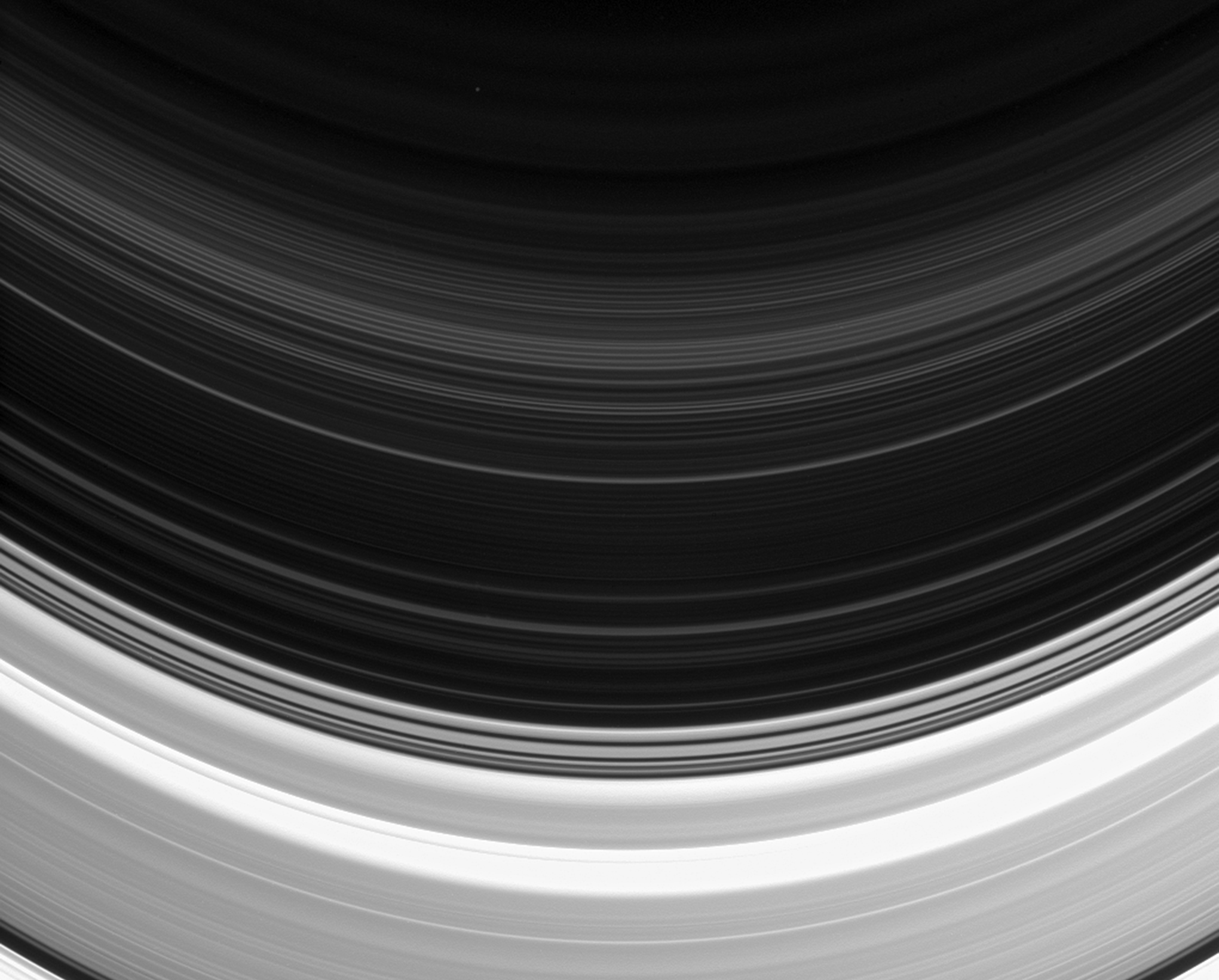
卡西尼號拍到的微弱D環，下方是內部C環

D環是最內側的環，並且非常暗弱。在1980年，航海家1號偵測到在其中有個小環，分別標示為D73、D72和D68是最靠近土星並被分離出的小環。25年之後，卡西尼影像顯示D72明顯的變得更為微弱並且朝向土星移動了200公里。出現在C環和D73之間的縫隙是分離30公里波長的精細尺度結構。

## C環

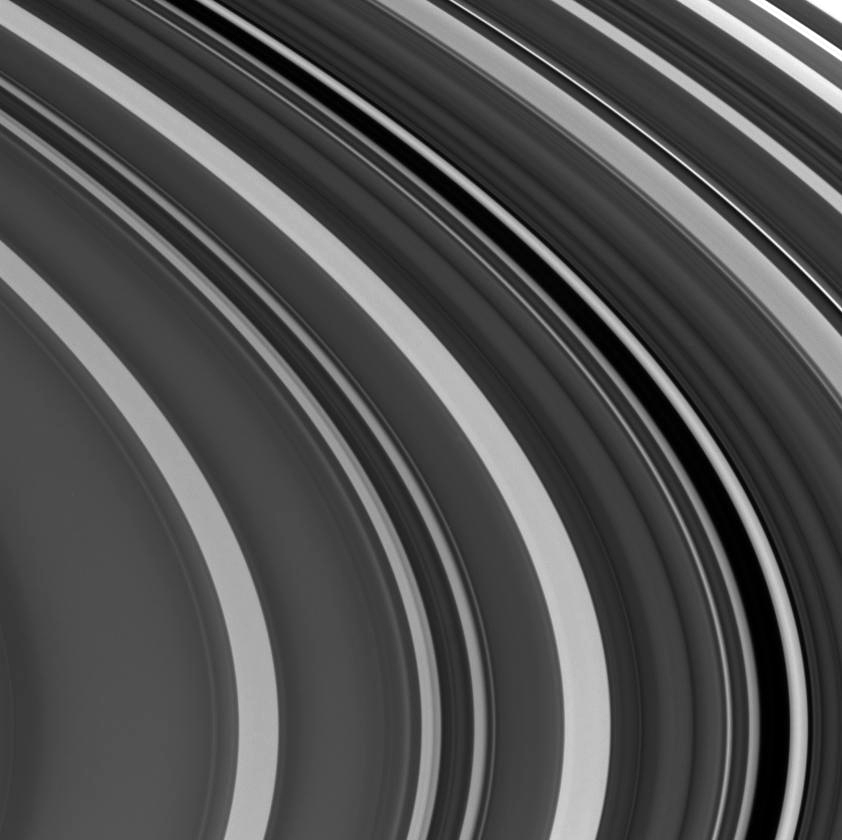
外C環視圖； 右側有馬克士威小環的馬克士威縫位於中心的上方和右側。邦德縫位於右上方的寬光帶之上；道斯縫位於右上角下方的暗帶內。

C環是在B環內側很寬闊但暗淡的環，它在1850年被威廉和喬治·邦德發現的，可是威廉·R. 道斯和約翰·伽勒也獨立看到。威廉·拉塞爾因為它比明亮的A環和B環黯淡而稱他為"黑紗環"。
估計他的垂直厚度只有5米，質量大約是1.1 × 1018公斤，光深度在0.05至0.12之間變化。也就是說垂直通過環的光只有5%至12%會被圓環阻攔，因此從上或下看環時，它幾乎是透明的。

### 可倫坡縫和泰坦小環
可倫坡縫在C環靠內側的位置，縫隙中有著明亮和很窄的可倫坡小環，中心距離土星的中心77 883公里，這個環有些微的橢圓形而不是正圓。這個小環因為受到土衛六泰坦軌道共振的約束，有時也被稱為泰坦小環。在環的這個位置上，環上質點拱點進動的週期與土衛六泰坦的軌道周期剛好相同，因此這個偏心小環最外面的尾端總是指向著土衛六泰坦。

### 馬克士威縫
馬克士威縫在C環靠外側的位置，它也擁有一個密集但不圓的馬克士威小環。在許多細節上這個小環與天王星的ε環相似。在這兩個環中間都有像波狀的結構，在天王星ε環的波是由卡多利亞造成的，但迄2008年7月仍未在馬克士威縫內或附近發現衛星。

## B環
B環是所有環中最大、最亮與質量最多的。它的厚度估計在5～15米，質量在2.8 × 1019公斤，光深度的變化在0.4至2.5之間，意味著通過B環的光線有將近99%會被阻攔。B環在密度和光度上的許多變化，幾乎都還沒有獲得合理的解釋。B環都是同心圓，雖然其中有許多狹窄的小環，但B環不包含任何的縫隙。  

### 輪輻
在1980年之前，土星環的結構完全都是使用萬有引力來解釋的。但航海家拍攝的影像中，呈現出B環上有被稱為輪輻的輻射狀特徵，並無法被萬有引力解釋。因為它們持續的時間和自轉週期與依照軌道力學的環不一致。這些輪輻在背景散射光下呈現黑暗，而在前景散射光下顯得明亮。（參考圖集）主要理論認為它們是微小的塵埃顆粒，受到主環上的靜電排斥而懸浮在圓環平面上，因此它們的轉動是與土星的磁层同步。但是，造成輪輻的確實機制仍然不清楚，雖然有人建議這些電子干擾可能來自土星大氣層中釋放的閃電或微流星體對土星環的衝擊。
直到25年後輪輻才再度由卡西尼號太空船所觀測。當卡西尼號在2004年初抵達土星時，並未觀測到輪輻。有些科學家根據其模型推測，要到2007年才會看到輪輻，然而卡西尼號的影像小組仍持續搜尋，在2005年9月5日拍攝的圖像中就看見了輪輻。
輪輻的出現似乎有季節性的變化現象，在土星的仲冬或仲夏時消失不見，當土星接近分點時又再度出現。建議輪輻也許是一種季節性的作用，隨著29.7年的土星軌道變化，這也支持在卡西尼後幾年的任務中，輪輻會漸漸的增加。

## 卡西尼縫

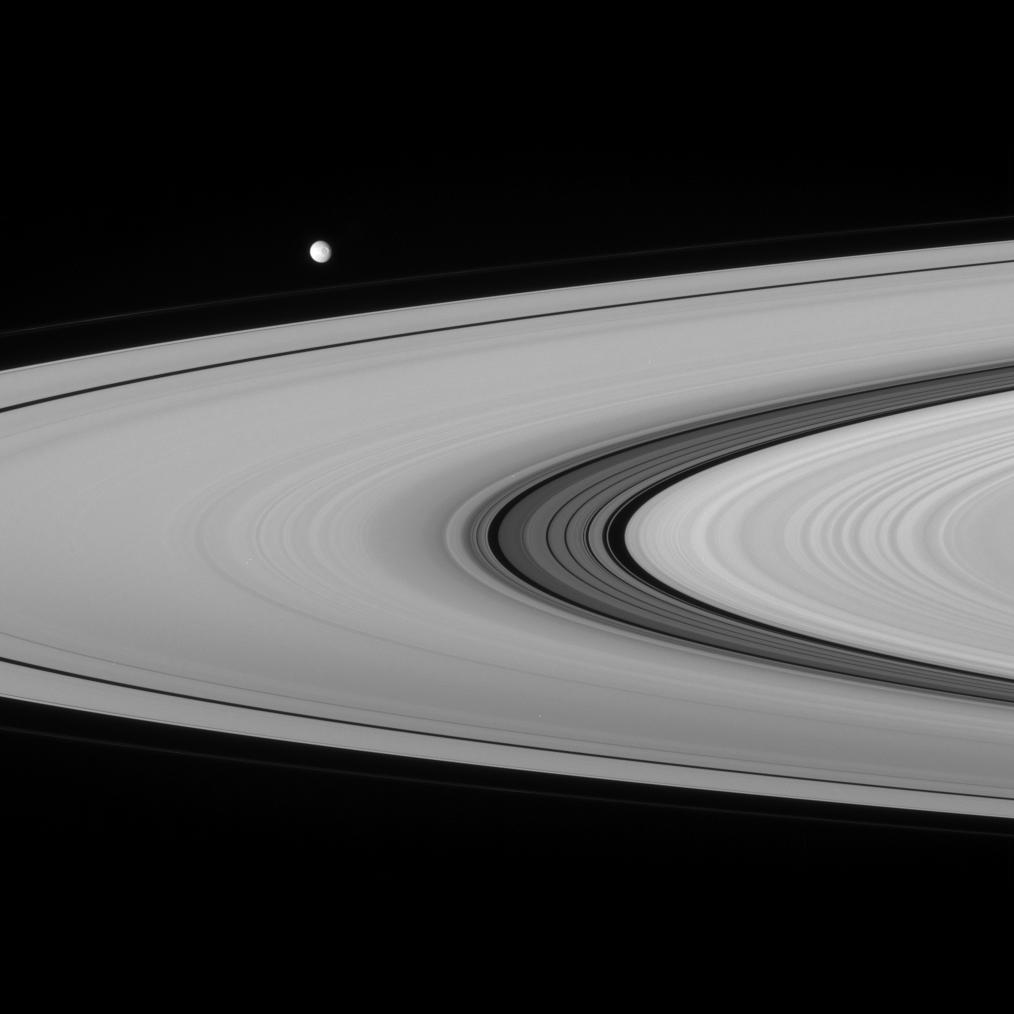
卡西尼號由卡西尼號宇宙飛船拍攝的卡西尼分部。惠更斯峽谷位於其右側邊界； 拉普拉斯惡魔間隙朝向中心。還存在許多其他更窄的間隙。背景中的月亮是土衛一彌瑪斯。

卡西尼縫介於A環和B環之間，寬達4,800公里（2,980英里），在1675年就被乔瓦尼·卡西尼在巴黎天文台用折射望遠鏡所觀測。從地球上看他只是土星環中薄薄的暗區，但是航海家發現環縫本身具有與C環相似的成份，從未照亮的一側觀察這個環縫也許會是明亮的，因為相對來說密度較低的材料會允許更多的光線穿過環的厚度。（參考圖集）
卡西尼縫的內側邊緣受到強烈的軌道共振支配，在環縫這個位置上的微粒公轉週期是米瑪斯的兩倍。週期的不同造成米瑪斯持續拉扯環中粒子，擾動它們的軌道使它們堆積於此並導致環密度明顯的變化。但是在卡西尼縫中還有許多小環和其中的空隙，仍然沒有得到解釋。

### 惠更斯縫
惠更斯縫位在卡西尼縫的內側邊緣，它包含一個在中間被命名為惠更斯小環的密集偏心環。這個小環展現出幾何寬度和光深度隨著方位角不規則的改變，這可能是與米瑪斯的軌道有著2:1的共振，以及B環外緣的離心率對外緣造成的影響。另外還有一個狹窄的小環正好就位在惠更斯小環的外側。

## A環

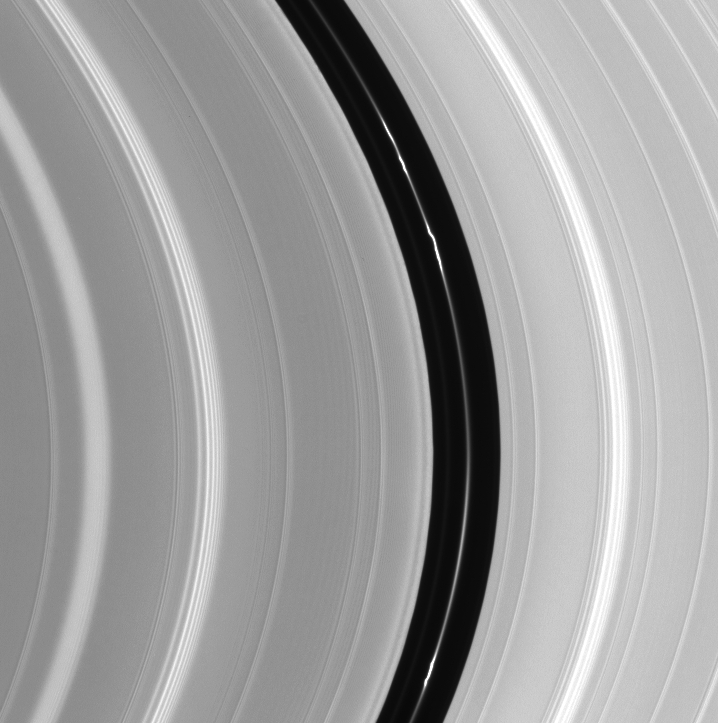
在A環的恩克環縫中間的小環與土衛十八潘的軌道吻合，暗示環中的微粒相對是在馬蹄形軌道上振盪。

A環是外層最大與最亮的環，它的內側邊界是卡西尼縫，而他明確的外緣邊界與小衛星阿特拉斯的軌道非常靠近。A環在從外緣算起環寬度的22%處被恩克環縫中斷。從外緣算起在寬度的2%有一個狹窄的基勒環縫。
A環的厚度估計在10米至30米，質量是6.2 × 1018公斤（大約是哈珮利恩的質量），它的光深度變化在0.4至1.0之間。
與B環相似，A環的外緣也受到軌道共振的維護，它是與傑納斯和艾比米修斯有7:6的軌道共振。其他的軌道共振也在A環內激發出許多螺旋密度波（並且，程度較小，其他的環也有），並佔有大多數的結構。這些波與描述星系旋臂波的物理是相同。螺旋彎曲的波浪，也出現在A環並且由同一種理論來描述，在環中是垂直的槽紋而不是壓縮波。

### 恩克環縫
恩克環縫是在A環內寬325公里的縫隙，中心與土星中心的距離是133,590公里，它是由軌道在環內的小衛星潘造成的。來自卡西尼太空船的影像顯示，至少有三個薄的，糾結在一起小環存在於縫隙內。在兩側可以看見螺旋密度波，這是與來自外部在附近的衛星對環的軌道共振造成的，而在環內潘的誘導下使這些螺旋格外的有活力（參考圖集）。
這個環是詹姆士·愛德華·凱勒在1888年發現的，约翰·弗朗茨·恩克本人並沒有觀測過這個環縫，它是用來榮耀他對環所做的觀測。
因為完全在A環之內，因此恩克環縫是一個縫隙。在2008年國際天文聯合會對此說明之前，gap和division在意義上有些模擬兩可，而在此之前有時會將恩克環縫稱為恩克裂縫。

### 凱勒環縫

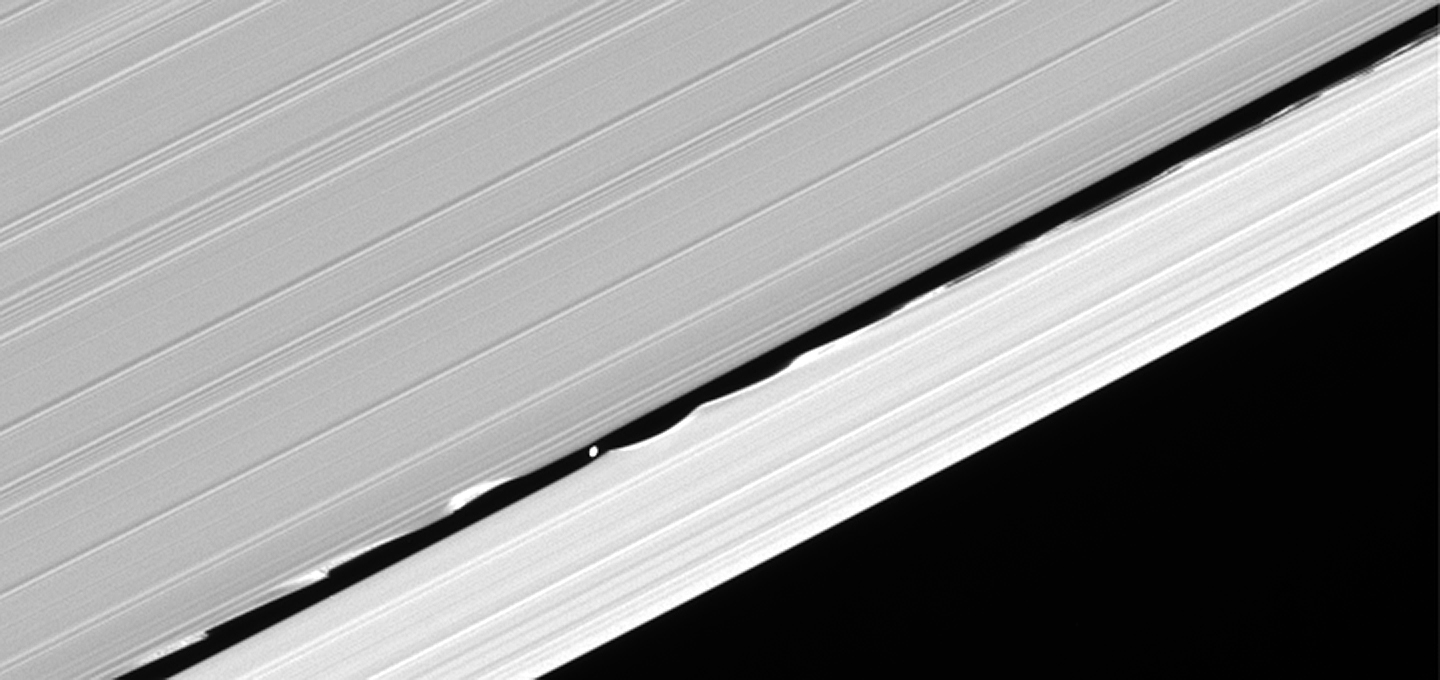
由土衛三十五達佛涅斯的軌道運動引起的凱勒環縫邊緣的波浪。

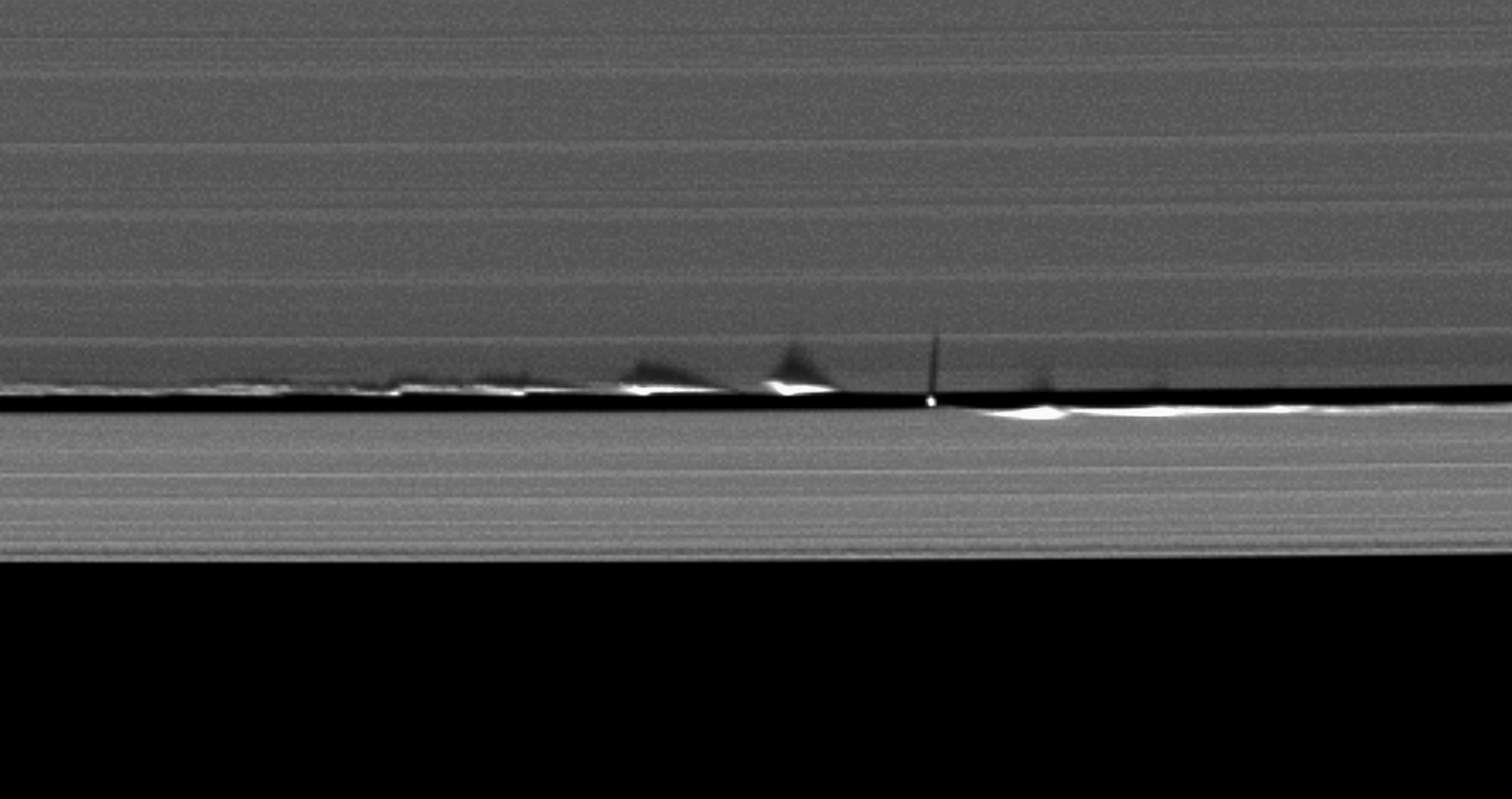
在土星分點附近，達芙妮及其波浪在 A 環上投下陰影。

凱勒環縫是寬42公里的縫隙，位於A環內距離外緣約250公里處，它是以天文學家詹姆士·愛德華·凱勒之名命名的。在2005年5月1日，在縫隙中發現使這個區域被淨空的小衛星土衛三十五達佛涅斯，這顆衛星也導致縫隙邊緣的波紋。

### 超小衛星

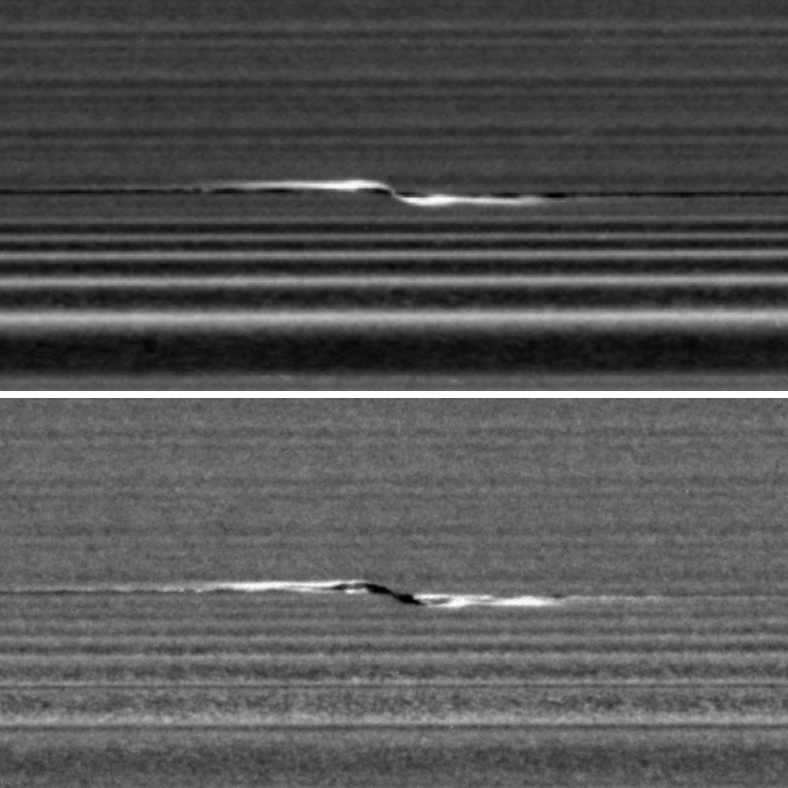
螺旋槳衛星 Santos-Dumont 從環的發光（頂部）和不發光的側面

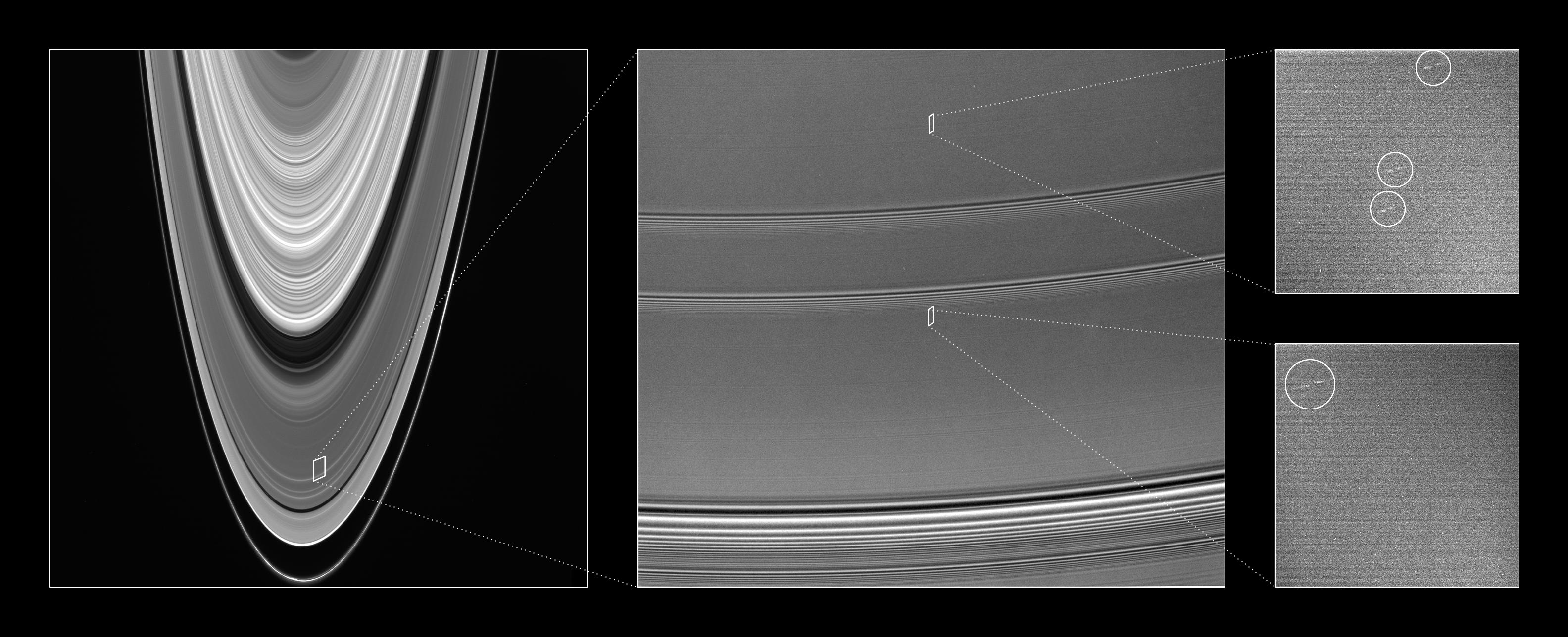
在A環中檢測到的前四顆超小衛星的位置。

2006年，四顆超小衛星在卡西尼號拍攝的A環影像內被發現（參考圖集）。這些超小衛星的直徑只有數百米，因為太小而難以直接被看見。卡西尼號是看見這些超小衛星引起如同推進器造成長達數公里的湍流才發現它們的，估計在A環內有數百顆這樣的小天體。2007年，又發現了8顆以上的超小天體，它們製造出了長達3,000公里的擾流帶，與土星中心的距離大約是130 000 公里。已經有超過150顆的推進器超小衛星被偵測過。

## 洛希裂縫

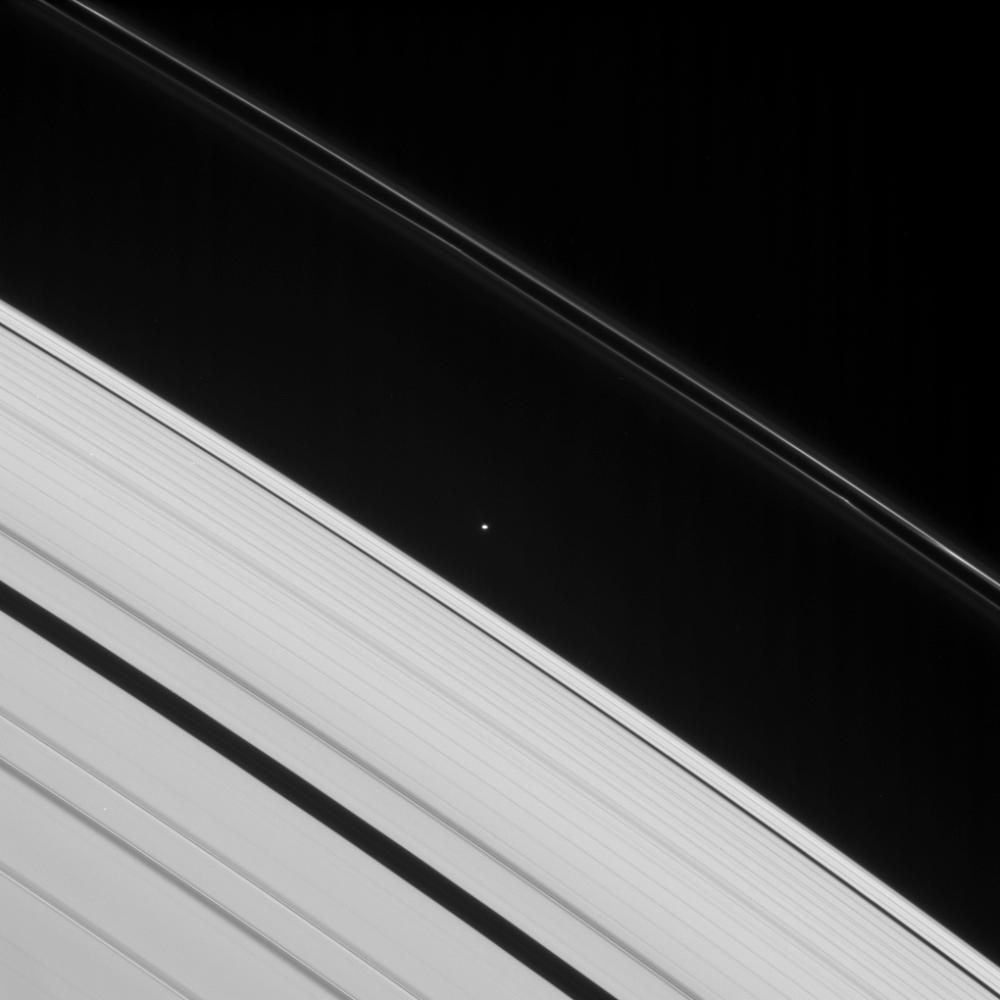
洛希裂縫（通過圖的中心）位於A環和狹窄的F環之間。阿特拉斯位於其中，恩克環縫和凱樂環縫也都能看見。

分隔開A環和F環的區域被命名為洛希裂縫以尊崇法國物理學家愛德華·洛希（页面存档备份，存于）。不要將洛希裂縫與洛希極限混淆了，後者是一種物理上的觀念，敘述當一個大的物體過度接近行星（例如土星）時，會受到這顆行星潮汐力的拉扯而碎裂。橫亘在主要環系統外側的洛希裂縫，事實上非常接近洛希極限，這也是土星環內無法吸積生成衛星的原因。
如同卡西尼縫一樣，洛希裂縫也不是完全空無一物，仍然有一些物質形成薄片狀，其特性類似多灰塵的D、E和G環。卡西尼號的影像小組發現洛希裂縫中有兩處塵土密度較高的區域，已經依據暫時命名為：R/2004 S 1，沿著阿特拉斯的軌道分布著；和R/2004 S 2，距離土星中心138,900公里的同心圓，緊鄰在普羅米修斯的內側。

## F環
F環是土星最外面的獨立環，並且可能是太陽系中最活躍的環系統，它的外觀每小時都在改變。它位於A環外緣的3000公里之外。F環是在1979年被先鋒11號的影像小組發現的，它非常細小，只有數百米寬，並且由兩顆牧羊犬衛星 潘朵拉和普羅米修斯，分別在環的內側和外側軌道維繫著它。
來自卡西尼探測的最新影像顯示F環包含一個核心和螺旋的邊緣環繞著它。它們也顯示普羅米修斯在遠土點會與環遭遇，而當這顆衛星的引力攫取環中的物質時，創造出環的糾結和節點，並在環的內部留下一條黑暗的渠道（參考影像的聯結和F環在圖集中的F環影像）由於普羅米修斯的速度較環為快，所以每次新形成的渠道都會較前一次的前面3.2度。 
2008年，進一步的物力論被查驗出來，显示仍有許多未發現的小衛星由於普羅米修斯的引力攝動，持續不斷的穿越F環狹窄的核心。其中一顆小衛星試探性的被辨認和命名為S/2004 S6。

## 外面的環

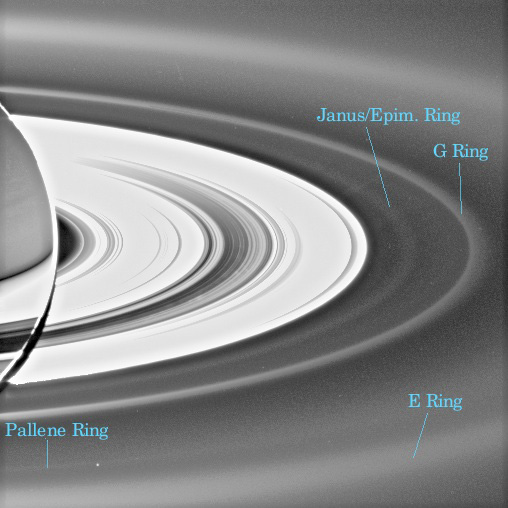
太陽從背後照亮的土星外環。

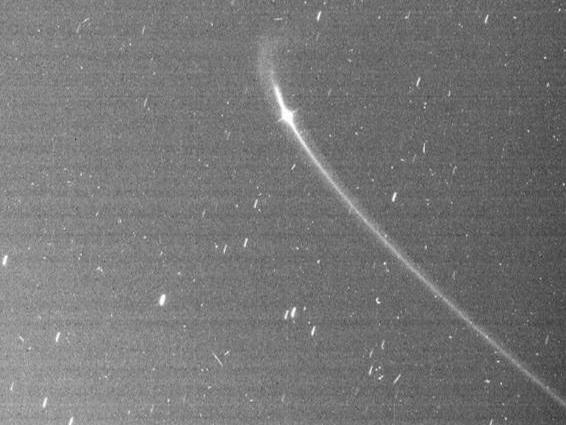
安德列環弧，明亮的點是安德列。

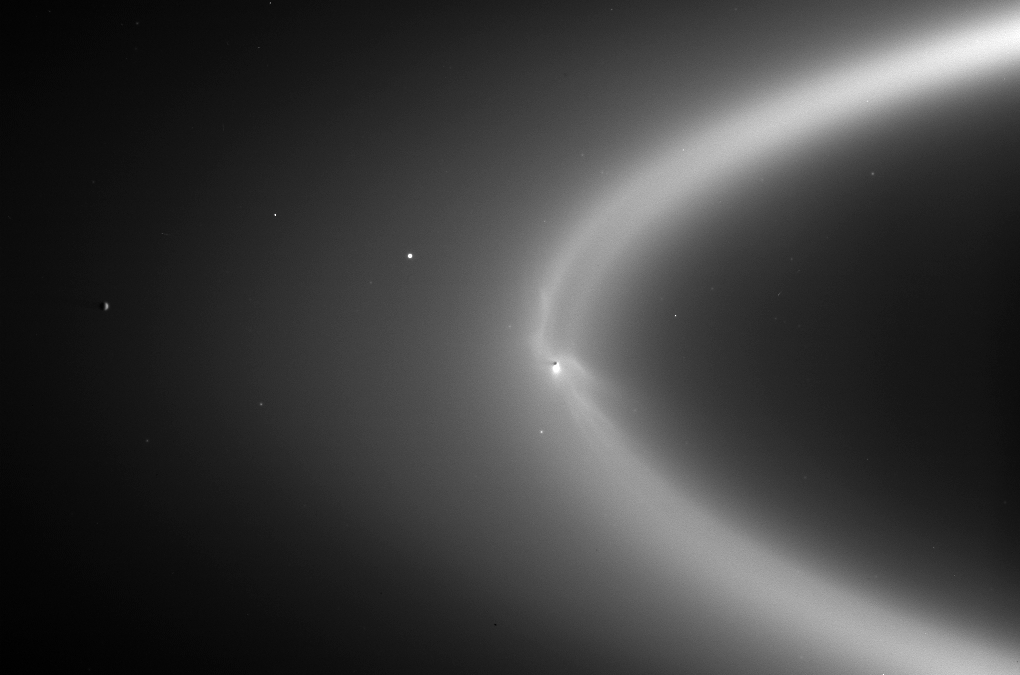
背光的E環，和恩塞拉都斯的側影，這顆衛星的南極噴發出的光輝在下方。

### 雅努斯／艾比米修斯環
有一個黯淡的環圍繞著土衛十雅努斯和土衛十一艾比米修斯軌道佔據的附近區域，這是卡西尼號在2006年利用前景散射的影像所顯露的。這個環在半徑方向的寬度約5,000公里。它的微粒來自被隕石撞擊的衛星表面，這些微粒散布在軌道的附近，然後形成一個散開的圓環。

### G環
G環（參考圖集的最後一張圖）是非常薄與黯淡的環，位於F環的半途和E環開始之處，它的內側邊緣在土衛一彌瑪斯的內側15,000公里處。它包含一段性質比較明亮的弧（類似海王星環的弧），大約佔了圓環的六分之一，位置在與土衛一彌瑪斯6:7軌道共振之處。這段弧相信是由冰的微粒到直徑數米的冰組成的，G環其餘的成分還包括經由碰撞而散布在弧內的塵土。弧在半徑方向的寬度約250公里，相較於G環6,000公里的寬度，這個弧被認為是一個直徑數百米的小冰衛星在最近才被破壞後留下的殘骸。由結實的大塊顆粒被微隕石撞擊後產生的塵埃會因為與土星磁場的交互作用而向外漂移（電漿體與磁場的轉動同步，運動速度會高於G環的軌道速度），這些微粒由進一步的撞擊不斷的被侵蝕，和電漿體的阻尼而擴散開來。在數萬年的歲月中圓環將逐漸失去質量，最後終將消失。

### 墨托涅環弧
這個黯淡的環弧在2006年9月被偵測到，在經度上有大約10度與土衛三十二墨托涅聯繫在一起，弧中的物質應該是來自土衛三十二墨托涅被微流星體撞擊後的拋出物。塵土存在的弧可歸咎於和土衛一彌瑪斯14:15的軌道共振（類似於在G環內的禁閉機制），在相同共振的影響下，美索尼的位置會在經度5°的擺弧內在軌道內前後來回的振盪。 

### 安忒環弧
這個黯淡的環弧在2007年6月被偵測到，在經度上大約有20度與土衛四十九安忒聯繫在一起。弧中的物質相信是土衛四十九安忒與微流星撞擊後被敲擊出來的，並因為與土衛一彌瑪斯有10:11的軌道共振而被禁制在此區域。受到相同的共振影響，土衛四十九安忒的位置會在經度14°的範圍在軌道內前後來回的振盪。

### 帕勒涅環
有一個黯淡的塵埃環與土衛三十三帕勒涅共享軌道，這是在卡西尼號太空船2006年的前景散射影像中顯示出來的。這個環在半徑方向上的厚度約為2,500公里，來源是土衛三十三帕勒涅的表面受到隕石體撞擊被剝離的微粒，然後散布在軌道的路徑上形成圓環。

### E環
E環是最外層的環，並且散布得非常寬廣，開始於土衛一彌瑪斯的位置，結束的位置大約在土衛五雷亞的軌道附近。它是一個漫射的盤面，包含的成分主要是冰，還有矽酸鹽、二氧化碳和氨。不同於其他的環，它是由微觀的小顆粒而非宏觀的大顆粒組成。在2005年，E環的物質來源被確認是冰火山的噴發物，是從衛星土衛二恩克拉多斯南極地區的虎皮條紋發射出來的。

### 佛碧環

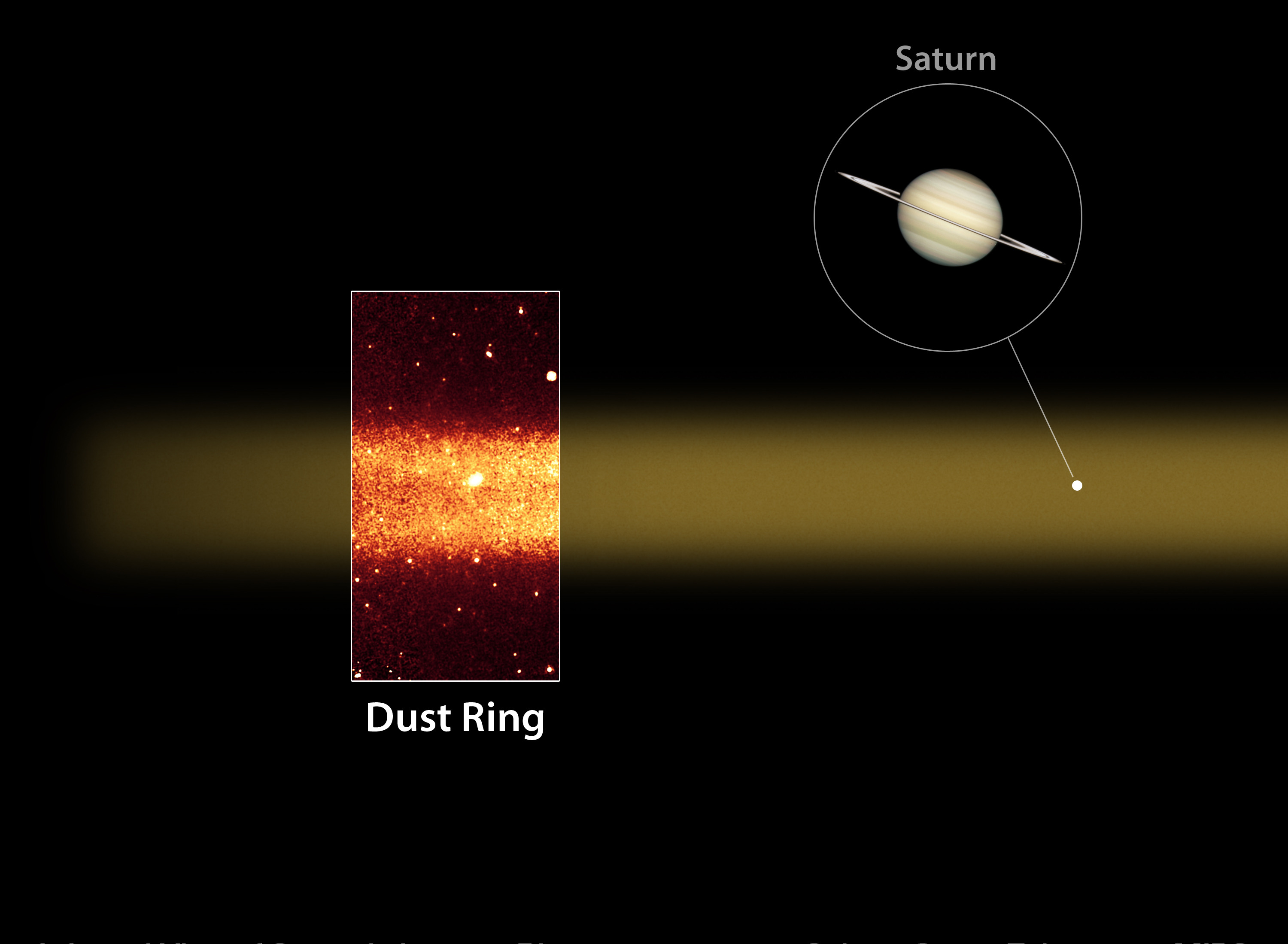
巨大的佛碧環使土星的主環相形見拙。插圖：史匹哲太空望遠鏡以24微米波長拍攝環的部分影像。

2009年10月6日，宣布就在土衛九佛碧的軌道平面內側發現稀薄物質構成的盤狀物。這是在盤狀物以邊緣對像地球時被發現的，可以算是一個鬆散的環。環雖然很大（視直徑達到兩個滿月的大小），但從地球上幾乎看不見，－它是由NASA使用紅外線的史匹哲太空望遠鏡發現的。從觀測上看見整個環的範圍，從土星半徑的128倍延伸至207倍，從計算上顯示這個還可以向外延展至土星半徑的300倍，向內則接近到59倍土星半徑的土衛八伊阿珀托斯；土衛九佛碧繞行土星的軌道平均半徑是土星半徑的215倍。環的厚度約為土星直徑的20倍。由於推測環中顆粒的來源是土衛九佛碧受到撞擊（微隕石體或較大的）產生的，它們應該都與土衛九佛碧一樣，共享逆行軌道，這是與內側的另一顆衛星，土衛八伊阿珀托斯運行方向相反。這個環位於土星的軌道平面上，或是大約位於黃道上，因此對土星的赤道平面與其他的環傾斜27度。土衛九佛碧對土星的軌道平面傾斜5度（因為是逆行軌道，通常會寫成175度），其結果是，從環的平面觀察，佛碧環的上下厚度足足是土星半徑的40倍。
在1970年代，史蒂文·索特就提出環存在的論述。此次環是由維吉尼亞大學的安妮·沃和邁克爾·F.·斯科魯特斯愷、馬里蘭大學派克學院的道格拉斯·P.·漢密爾頓，和在康奈爾大學的研究生一起發現的。
環的物質將因太陽輻射的再發射向內遷移，並且會撞上土衛八伊阿珀托斯的領先半球。這種物質的侵入會導致土衛八伊阿珀托斯領先半球的顏色輕微變和和偏紅（類似於天衛三緹坦妮雅和天衛四奧伯隆），但不會直接創造出如同土衛八伊阿珀托斯戲劇性的兩種色調。更明確的說，侵入的物質啟動了正回授的自我隔離程序使冰從溫暖的地區昇華，隨後蒸汽在較冷的地區凝結。這將使覆蓋在領先半球赤道上的殘留物質大部份是較暗的物質，與附蓋在極區和淤積在落後半球赤道上明亮的冰形成鮮明的對比。

## 可能圍繞雷亞的環系統
土星第二大的衛星土衛五雷亞可能有一個自己的稀薄環系統，在包含固體微粒的盤面中可能有三條狹窄的環帶。目前還沒有這個環系統的影像，但是從卡西尼號在2005年11月的觀測在土衛五雷亞附近的土星磁氣層中有高能量的電子，是推斷出它們存在的依據。磁氣層影像儀（MMI）在強度逐漸變化的模式中，在衛星的兩側都觀測到三次幾乎對稱的暴跌間斷。這可以解釋為在赤道平面的盤面上有固體物質密集的圓環或弧存在，顆粒的大小或許從幾公分至數米都有。但是，並非所有的科學家都認同觀測的現象是由環系統造成的。

## 土星的光环雨
根据卡西尼号的分析，土星環中的冰爍、氣體和其他物質互相碰撞後、形成粉碎，並在重力的作用下降至行星地表，形成了光环雨。其主要化学构成为氢和氦，其次还包括甲烷、丁烷、丙烷等有机分子，以及些许硅酸盐含量丰富的颗粒。
| 96.6% | 氢、氦 | 氢、氦 | 氢、氦          |
| 3.4%  | 其他   | 16%    | 甲烷            |
| 3.4%  | 其他   | 0.5%   | 二氧化碳        |
| 3.4%  | 其他   | 20%    | 一氧化碳+氮分子 |
| 3.4%  | 其他   | 24%    | 水              |
| 3.4%  | 其他   | 2.4%   | 氨              |
| 3.4%  | 其他   | 37%    | 有机物          |

美国国家航空航天局（NASA）的研究表明，因为光环雨的存在，土星环將會在一億年內消失，比之前科学家预估的三亿年降低了两亿年。